# Marcus Hahnemann
Pour les articles homonymes, voir Hahnemann.
Marcus Stephan Hahnemann, né le 15 juin 1972 à Seattle dans l'État de Washington, est un footballeur  international américain. Gardien de but avec l'équipe des États-Unis, il a évolué durant l'essentiel de sa carrière en Premier League mais aussi en MLS.

## Parcours en clubs
Le 2 juin 2011, il est laissé libre par son club de Wolverhampton Wanderers.
Non conservé par les Sounders à l'issue de la saison 2014, Hahnemann annonce sa retraite sportive à 42 ans le 8 décembre 2014.

### En équipe nationale
Il a eu sa première coupe le 12 novembre 1994 à l'occasion d'un match contre l'équipe du Honduras.
Il a participé à la Coupe des confédérations en 2003 et à la Gold Cup (CONCACAF) en 2005.
Hahnemann participe à la Coupe du monde 2006 et la Coupe du monde 2010 avec l'équipe des États-Unis.

## Palmarès
- 8 sélections avec l'équipe des États-Unis
- Vainqueur de la Gold Cup 2005
- Finaliste de la Gold Cup 2011
- Champion d'Angleterre D2 : 2006

## Carrière
- 1994 - 1996 : Seattle Sounders  États-Unis
- août 1996 - juin 1999 : Colorado Rapids  États-Unis
- juillet 1999 - août 2002 : Fulham  Angleterre
- octobre 2001 - novembre 2001 : (prêt) Rochdale AFC  Angleterre
- décembre 2001 - janvier 2002 : (prêt) Reading  Angleterre
- août 2002 - juin 2009 : Reading  Angleterre
- juillet 2009 - septembre 2011 : Wolverhampton Wanderers  Angleterre
- septembre 2011 - juin 2012 : Everton  Angleterre
- septembre 2012 - novembre 2014 : Seattle Sounders FC  États-Unis